# 拖尾
拖尾是指自相关函数（ACF）或偏自相关函数（PACF）始终有非零取值，不会在某阶后均为0或波动于0附近。拖尾的序列缓慢衰减，像“尾巴”慢慢拖着滑下来。